# Take the Long Way Home
Take the Long Way Home è il quarto singolo estratto dall'album dei Supertramp Breakfast in America. Fu l'ultimo brano scritto per l'album, essendo stato composto durante le sessioni di registrazione, che durarono nove mesi.

## Formazione
- Roger Hodgson - pianoforte, voce, cori;
- Rick Davies - armonica a bocca, organo Hammond, sintetizzatori;
- John A. Helliwell - clarinetto
- Dougie Thomson - basso elettrico
- Bob Siebenberg - batteria